# Курвелу
Курвелу (порт. Curvelo) — муниципалитет в Бразилии, входит в штат Минас-Жерайс. Составная часть мезорегиона Центр штата Минас-Жерайс. Входит в экономико-статистический микрорегион Курвелу. Население составляет 73 792 человека на 2006 год. Занимает площадь 3295,894 км². Плотность населения — 22,4 чел./км².

## История
Город основан 30 июля 1875 года.
В городе построен один из кампусов Федерального центра технического образования Минас-Жерайс — одного из ведущих бразильских учебных заведений в сфере технологий.

## Статистика
- Валовой внутренний продукт на 2003 год составляет 277 190 249,00 реалов (данные: Бразильский институт географии и статистики).
- Валовой внутренний продукт на душу населения на 2003 год составляет 3908,93 реалов (данные: Бразильский институт географии и статистики).
- Индекс развития человеческого потенциала на 2000 год составляет 0,755 (данные: Программа развития ООН).

## География
Климат местности: тропический.